# جیمی بولچ
جیمی بولچ (انگلیسی: Jamie Baulch؛ زادهٔ ۳ مهٔ ۱۹۷۳) ورزشکار دو و میدانی اهل بریتانیا است.
وی در مسابقات کشوری و بین‌المللی در مجموع برندهٔ ۴ مدال طلا، ۴ مدال نقره، ۱ مدال برنز شده‌است.